# Aprostocetus
Aprostocetus is een geslacht van vliesvleugeligen uit de familie Eulophidae. De wetenschappelijke naam van dit geslacht is voor het eerst geldig gepubliceerd in 1833 door Westwood.

## Soorten
- A. aartseni (Graham, 1987)
- A. acomatus (Girault & Dodd, 1915)
- A. acron (Graham, 1987)
- A. acuminativentris (Girault, 1913)
- A. acuminatus (Girault, 1913)
- A. acutipennis (Ashmead, 1894)
- A. acutiventris (Girault, 1913)
- A. adenus (Yefremova & Yegorenkova, 2009)
- A. adustus (Yefremova & Yegorenkova, 2009)
- A. aega (Walker, 1839)
- A. aeneithorax (Girault, 1915)
- A. aeneoculex (Girault, 1927)
- A. aeneon (Boucek, 1988)
- A. aeneosus (Boucek, 1988)
- A. aeneus (Girault, 1913)
- A. aeratus (Yefremova & Yegorenkova, 2009)
- A. aeruginosus (Masi, 1917)
- A. aethiops (Zetterstedt, 1838)
- A. affinis (Dodd & Girault, 1915)
- A. agevilleae (Graham, 1987)
- A. agnatus (Masi, 1917)
- A. agrus (Walker, 1839)
- A. ajax (Girault, 1916)
- A. ajmerensis (Khan & Shafee, 1981)
- A. albae (Yang, 1996)
- A. alkadanus (Yefremova & Yegorenkova, 2009)
- A. alveatus (Graham, 1961)
- A. amalius (Narendran, 2007)
- A. ambilobei (Risbec, 1958)
- A. amenon (Walker, 1839)
- A. andalusicus (Graham, 1987)
- A. angus (Narendran, 2007)
- A. animus (Girault, 1917)
- A. ankaratrae (Risbec, 1952)
- A. anna (Girault, 1937)
- A. annulatus (Förster, 1861)
- A. annulicornis (Khan & Shafee, 1981)
- A. anodaphus (Walker, 1839)
- A. anoplophorae (Delvare, 2004)
- A. anthophilus (Burks, 1947)
- A. anthracinus (Ashmead, 1902)
- A. antiguensis (Crawford, 1911)
- A. apama (Walker, 1839)
- A. aphloiae (Risbec, 1958)
- A. apiculatus (Graham, 1987)
- A. aquaticus (Erdös, 1954)
- A. aquilus (Graham, 1987)
- A. arachnophagus (Brèthes, 1913)
- A. arathis (Walker, 1840)
- A. arenarius (Erdös, 1954)
- A. aristaeus (Walker, 1839)
- A. arrabonicus (Erdös, 1954)
- A. arsenjevi (Kostjukov, 1990)
- A. arses (Walker, 1839)
- A. artemesiae (Narendran, 2007)
- A. artemisiae (Erdös, 1954)
- A. artemisicola (Graham, 1987)
- A. aruna (Narendran, 2007)
- A. arvus (Yefremova & Yegorenkova, 2005)
- A. ashmeadi (Howard, 1897)
- A. ashotus (Narendran, 2007)
- A. askewi (Graham, 1987)
- A. asphondyliae (Mani & Kurian, 1953)
- A. aspidomorphae (Ferrière, 1938)
- A. asthenogmus (Waterston, 1915)
- A. atomelli (Khan, 1983)
- A. atrellus (Dodd, 1915)
- A. atristigma (Girault, 1928)
- A. atriventris (Girault, 1915)
- A. atticus (Graham, 1987)
- A. aura (Girault, 1913)
- A. auriflavus (Girault, 1913)
- A. aurios (Girault, 1913)
- A. auriscutellum (Girault, 1913)
- A. auriventris (Girault, 1915)
- A. australicus (Girault, 1913)
- A. azoricus (Graham, 1987)
- A. baccharidis (Kieffer & Herbst, 1911)
- A. bahiensis (Costa Lima, 1959)
- A. bakkendorfi (Graham, 1987)
- A. balasi (Erdös, 1954)
- A. bangaloricus (Narendran, 2003)
- A. banksii (Howard, 1892)
- A. basalis (Perkins, 1912)
- A. basilaris (Ashmead, 1894)
- A. basimacula (Cameron, 1904)
- A. baucis (Walker, 1839)
- A. beatus (Perkins, 1906)
- A. benazeer (Narendran, 2007)
- A. beringi (Kostjukov, 1990)
- A. beroe (Walker, 1839)
- A. beyazus (Doganlar, 1992)
- A. bicolor (Girault, 1913)
- A. bilongifasciatus (Girault, 1915)
- A. biorrhizae (Szelényi, 1941)
- A. blandus (Kostjukov, 1995)
- A. blastophagi (Ashmead, 1887)
- A. blastophagusi (Yang, 1996)
- A. blattae (Burks, 1952)
- A. bondari (Costa Lima, 1959)
- A. boreus (Delucchi, 1954)
- A. boswelli (Girault, 1915)
- A. boussingaulti (Girault, 1915)
- A. brachycerus (Thomson, 1878)
- A. brasiliensis (Ashmead, 1904)
- A. brevipennis (Graham, 1987)
- A. brevis (Girault, 1915)
- A. brevistigma (Girault, 1929)
- A. brevistylus (Masi, 1940)
- A. brunneiventris (Girault & Dodd, 1915)
- A. brunneus (Dodd, 1915)
- A. bruzzonis (Masi, 1930)
- A. bucculentus (Kostjukov, 1978)
- A. burksi (LaSalle, 1994)
- A. burmeisteri (Girault, 1915)
- A. cacus (Walker, 1839)
- A. calamarius (Graham, 1961)
- A. calasmus (Narendran, 2007)
- A. calius (Narendran, 2007)
- A. calvus (Domenichini, 1965)
- A. calycopteridis (Narendran, 2007)
- A. camerounensis (Risbec, 1955)
- A. capitigenae (Graham, 1987)
- A. capnopterus (Graham, 1987)
- A. cassidis (Burks, 1943)
- A. cassidocida (Risbec, 1951)
- A. catius (Walker, 1839)
- A. caudatus (Westwood, 1833)
- A. cauperdatus (Narendran, 2007)
- A. cebennicus (Graham, 1987)
- A. cecidomyiarum (Bouché, 1834)
- A. celtidis (Erdös, 1954)
- A. cengizi (Özdikmen, 2011)
- A. ceroplastae (Girault, 1916)
- A. cerricola (Erdös, 1954)
- A. ciliatus (Nees, 1834)
- A. cinctiventer (Boucek, 1988)
- A. cinctiventris (Girault, 1913)
- A. citrinus (Förster, 1841)
- A. citripes (Thomson, 1878)
- A. clavicornis (Zetterstedt, 1838)
- A. claviger (Thomson, 1878)
- A. cleonica (Walker, 1839)
- A. cobdeni (Girault, 1913)
- A. coccidiphagus (Graham, 1987)
- A. coimbatorensis (Rohwer, 1921)
- A. collega (Ratzeburg, 1844)
- A. colliguayae (Philippi, 1873)
- A. consimilis (Girault, 1913)
- A. constrictus (Graham, 1987)
- A. coxalis (Howard, 1897)
- A. cracens (Graham, 1987)
- A. craneiobiae (Graham, 1987)
- A. crassiceps (Graham, 1987)
- A. cressoni (Girault, 1915)
- A. crino (Walker, 1838)
- A. crypturgus (Yang, 1996)
- A. csokakoensis (Erdös, 1969)
- A. culex (Girault, 1915)
- A. culminis (Graham, 1987)
- A. cultratus (Graham, 1987)
- A. cupreus (Ashmead, 1894)
- A. curtivena (Graham, 1991)
- A. cycladum (Graham, 1987)
- A. cyniphidum (Ratzeburg, 1848)
- A. chakassicus (Dolgin & Kostjukov, 1987)
- A. chapadae (Ashmead, 1904)
- A. daimachus (Walker, 1839)
- A. dala (Narendran, 2007)
- A. darwini (Girault, 1913)
- A. darwinianus (Boucek, 1988)
- A. dauci (Graham, 1987)
- A. debilitatus (Graham, 1987)
- A. decatus (Narendran, 2007)
- A. deceptor (Graham, 1991)
- A. decii (Girault, 1928)
- A. dei (Girault, 1928)
- A. dellus (Narendran, 2007)
- A. dendroctoni (Yang, 1996)
- A. deobensis (Graham, 1987)
- A. dezhnevi (Kostjukov, 1990)
- A. dhireni (Saraswat, 1978)
- A. diaspididus (Yefremova & Yegorenkova, 2009)
- A. diclus (Narendran, 2007)
- A. dineuri (Risbec, 1958)
- A. diplosidis (Crawford, 1907)
- A. distichus (Graham, 1961)
- A. distinguendus (Perkins, 1912)
- A. diversus (Förster, 1841)
- A. doksyensis (Graham, 1987)
- A. dolichocerus (Masi, 1917)
- A. domenichinii (Erdös, 1969)
- A. doronokianus (Kamijo, 2010)
- A. dotus (Walker, 1839)
- A. doutti (Özdikmen, 2011)
- A. dryocosmi (Wu & Xu, 2001)
- A. dubius (Waterston, 1929)
- A. durmitorensis (Graham, 1987)
- A. dymas (Walker, 1839)
- A. elegantulus (Graham, 1987)
- A. eleuchia (Walker, 1839)
- A. elevatus (Howard, 1897)
- A. elongatus (Förster, 1841)
- A. emesa (Walker, 1839)
- A. epicharmus (Walker, 1839)
- A. epilobiellus (Graham, 1987)
- A. epilobii (Graham, 1987)
- A. eratus (Walker, 1839)
- A. ericae (Dufour, 1837)
- A. eriophyes (Taylor, 1909)
- A. ermaki (Kostjukov, 1990)
- A. escherichi (Szelényi, 1941)
- A. esherensis (Graham, 1987)
- A. esurus (Riley, 1879)
- A. euagoras (Walker, 1839)
- A. eucalypti (Girault, 1929)
- A. euflavus (Özdikmen, 2011)
- A. eupatorii (Kurdjumov, 1913)
- A. eupolis (Walker, 1839)
- A. eurystoma (Graham, 1961)
- A. eurytus (Walker, 1839)
- A. eusenegalensis (Özdikmen, 2011)
- A. exertus (La Salle, 2009)
- A. extensus (Graham, 1987)
- A. fabicola (Rondani, 1877)
- A. facetus (Trjapitzin & Kostjukov, 1986)
- A. fannius (Walker, 1839)
- A. fasciativenter (Boucek, 1988)
- A. fasciativentrosus (Boucek, 1988)
- A. fasciatus (Ashmead, 1894)
- A. faustus (Burks, 1943)
- A. februus (Walker, 1839)
- A. femoralis (Sundby, 1957)
- A. femoratus (Ashmead, 1894)
- A. ferganicus (Kostjukov & Khomchenko, 2005)
- A. fidius (Girault, 1917)
- A. filiformis (Girault, 1915)
- A. flavellinus (Boucek, 1988)
- A. flavellus (Girault & Dodd, 1915)
- A. flavicapitus (Kostjukov, 1995)
- A. flavicaput (Girault, 1913)
- A. flavicollis (Girault, 1937)
- A. flavicornis (Dodd, 1915)
- A. flavidus (Khan & Shafee, 1981)
- A. flavifrons (Walker, 1849)
- A. flavimetanotum (Yefremova & Yegorenkova, 2005)
- A. flavios (Girault, 1913)
- A. flavipostscutellum (Girault, 1913)
- A. flaviscapus (Dodd, 1915)
- A. flaviscutellum (Girault, 1913)
- A. flavobasalis (Girault, 1915)
- A. flavolineatus (Yefremova & Yegorenkova, 2009)
- A. flavovarius (Nees, 1834)
- A. flavus (Girault, 1913)
- A. florida (Girault, 1917)
- A. flumeneus (Kostjukov, 1995)
- A. fonscolombei (Graham, 1987)
- A. foraminifer (Graham, 1987)
- A. formosanus (Timberlake, 1921)
- A. forsteri (Walker, 1847)
- A. froggatti (Ashmead, 1900)
- A. fukutai (Miwa & Sonan, 1935)
- A. fulgens (Girault, 1915)
- A. fulvipes (Förster, 1878)
- A. fulvipostscutellum (Girault, 1913)
- A. fuscipennatus (Boucek, 1988)
- A. fuscipennis (Girault, 1913)
- A. fuscitibiae (Girault, 1929)
- A. fuscosus (Boucek, 1988)
- A. fuscus (Girault, 1913)
- A. fusificola (Graham, 1987)
- A. gala (Walker, 1847)
- A. galbulus (Ribes, 2009)
- A. gallicola (Ferrière, 1924)
- A. gallicolus (Nieves-Aldrey & Askew, 2011)
- A. garganensis (Graham, 1987)
- A. garryana (Burks, 1963)
- A. gaus (Walker, 1839)
- A. gelastus (Burks, 1943)
- A. ghananensis (Doganlar, 1993)
- A. gibboni (Girault, 1917)
- A. glandicola (Graham, 1987)
- A. gloriosus (Girault & Dodd, 1915)
- A. glycon (Walker, 1839)
- A. gnomus (Graham, 1987)
- A. gobius (Girault, 1913)
- A. gowdeyi (Crawford, 1912)
- A. graciliclava (Graham, 1987)
- A. grahami (Kostjukov & Tuzlikova, 2002)
- A. grandicauda (Kostjukov, 1995)
- A. grandii (Domenichini, 1965)
- A. gratus (Giraud, 1863)
- A. gravans (Silvestri, 1915)
- A. gregi (Girault, 1913)
- A. grotiusi (Girault, 1913)
- A. grylli (Erdös, 1954)
- A. guttatus (Girault, 1913)
- A. habarovi (Kostjukov, 1990)
- A. haeckeli (Girault, 1913)
- A. hagenowii (Ratzeburg, 1852)
- A. hanangensis (Delucchi, 1962)
- A. handeli (Girault, 1926)
- A. hanka (Kostjukov, 1995)
- A. hanti (Narendran, 2007)
- A. harenosus (Yefremova & Yegorenkova, 2009)
- A. harithus (Narendran, 2007)
- A. harongae (Risbec, 1952)
- A. hayati (Narendran, 2007)
- A. hedqvisti (Graham, 1987)
- A. hesperius (Burks, 1947)
- A. hetaericos (Girault, 1915)
- A. hexguttativentris (Girault, 1915)
- A. hians (Graham, 1983)
- A. hibus (Burks, 1943)
- A. hillmeadia (Girault, 1917)
- A. hofferi (Kostjukov, 1989)
- A. holochlorus (Perkins, 1912)
- A. holomelas (Graham, 1987)
- A. holoxanthus (Graham, 1991)
- A. homeri (Girault, 1917)
- A. homochromus (Perkins, 1912)
- A. humilis (Graham, 1961)
- A. hyalinipennis (Girault, 1911)
- A. hyalinus (Girault, 1913)
- A. hyperfuniculus (Kostjukov, 1995)
- A. ibericus (Graham, 1987)
- A. ignigenus (De Santis, 1988)
- A. ilexi (Sheng & Zhao, 1995)
- A. ille (Narendran, 2007)
- A. imago (Girault, 1915)
- A. imperialis (Girault, 1913)
- A. impexus (Girault, 1917)
- A. impurus (Förster, 1861)
- A. incrassatus (Graham, 1961)
- A. indicus (Özdikmen, 2011)
- A. indigenus (Girault, 1932)
- A. infulatus (De Santis, 1957)
- A. inghamensis (Girault, 1913)
- A. intentatus (Girault & Dodd, 1915)
- A. invidus (Domenichini, 1965)
- A. io (Girault, 1913)
- A. ion (Boucek, 1988)
- A. ione (Walker, 1839)
- A. irvingi (Girault, 1917)
- A. ischnopterae (Girault, 1917)
- A. jaipurensis (Özdikmen, 2011)
- A. java (Girault, 1917)
- A. juniperi (Crawford, 1915)
- A. kansasia (Girault, 1917)
- A. karicus (Narendran, 2007)
- A. kaya (Narendran, 2007)
- A. kelloggi (Girault, 1913)
- A. kodei (Narendran, 2007)
- A. krusenschterni (Kostjukov, 1995)
- A. kuriani (Husain & Khan, 1986)
- A. lacaena (Walker, 1839)
- A. lacunatus (Graham, 1987)
- A. lachares (Walker, 1839)
- A. lamiicidus (Kerrich, 1963)
- A. larzacensis (Graham, 1987)
- A. lasallei (Khan, Agnihotri & Sushil, 2005)
- A. lasiopterus (Doganlar, 2011)
- A. lasius (Burks, 1943)
- A. laticeps (Graham, 1987)
- A. latithorax (Girault, 1913)
- A. lecanii (Girault, 1916)
- A. lelaps (Walker, 1839)
- A. lenini (Girault, 1928)
- A. leptocerus (Graham, 1987)
- A. leptoneuros (Ratzeburg, 1844)
- A. leroyi (Risbec, 1958)
- A. leucone (Walker, 1839)
- A. leucopterae (Ferrière, 1936)
- A. levadiensis (Graham, 1987)
- A. licalis (Narendran, 2007)
- A. ligus (Walker, 1839)
- A. limbus (Girault, 1929)
- A. lineatus (Girault, 1913)
- A. lituratus (Graham, 1987)
- A. longicauda (Thomson, 1878)
- A. longiclava (Kostjukov, 1995)
- A. longiclavus (Dodd, 1915)
- A. longicornis (Ashmead, 1894)
- A. longicorpus (Girault, 1916)
- A. longipectus (Kostjukov, 1978)

- A. longipennis (Dodd, 1915)
- A. longiscapus (Thomson, 1878)
- A. longiscutulum (Delucchi, 1962)
- A. longispinis (Kostjukov, 1995)
- A. longistigma (Kostjukov, 1995)
- A. longiventris (Girault, 1913)
- A. longulus (Erdös, 1954)
- A. lustris (Girault, 1913)
- A. lutescens (Askew, 1997)
- A. luteus (Ratzeburg, 1848)
- A. lycidas (Walker, 1839)
- A. lycidoides (Graham, 1987)
- A. lysippe (Walker, 1839)
- A. maculatus (Khan & Shafee, 1988)
- A. magniventer (Yang, 2003)
- A. mahometi (Girault, 1936)
- A. malabarensis (Saraswat, 1975)
- A. malagensis (Graham, 1987)
- A. malcis (Narendran, 2007)
- A. mandanis (Walker, 1839)
- A. manja (Narendran, 2007)
- A. marcovitchi (Crawford, 1915)
- A. marginatus (Girault, 1913)
- A. margiscutellum (Girault, 1915)
- A. margiscutum (Girault, 1913)
- A. margiventris (Girault, 1913)
- A. margiventrosus (Boucek, 1988)
- A. marilandia (Girault, 1917)
- A. marinikius (Kostjukov, 1989)
- A. marylandensis (Girault, 1916)
- A. masculinus (Graham, 1987)
- A. massonianae (Yang, 1996)
- A. mauripennis (Waterston, 1915)
- A. maurus (Graham, 1991)
- A. maximus (Dodd & Girault, 1915)
- A. mazaeus (Walker, 1839)
- A. megameli (Fullaway, 1940)
- A. melichlorus (Waterston, 1915)
- A. meltoftei (Buhl, 1997)
- A. melleus (Ashmead, 1904)
- A. menius (Walker, 1839)
- A. meridialis (Dodd, 1915)
- A. meridianus (Girault, 1915)
- A. meridionalis (Graham, 1987)
- A. meroe (Graham, 1987)
- A. mesmeri (Girault, 1915)
- A. metallicus (Perkins, 1912)
- A. metei (Özdikmen, 2011)
- A. metra (Walker, 1839)
- A. micantulus (Thomson, 1878)
- A. microcosmus (Girault, 1917)
- A. microfuniculus (Kostjukov, 1989)
- A. microocellus (Kostjukov, 1995)
- A. microscopicus (Rondani, 1877)
- A. milleri (Burks, 1963)
- A. mimulus (Graham, 1987)
- A. minimus (Ratzeburg, 1848)
- A. minutissimus (Girault, 1915)
- A. minutus (Howard, 1881)
- A. miridivorus (Domenichini, 1967)
- A. mirus (Girault, 1913)
- A. misericordia (Girault, 1913)
- A. moldavicus (Kostjukov, 1989)
- A. moluccasicus (Özdikmen, 2011)
- A. montanus (Girault, 1913)
- A. monticola (Girault, 1915)
- A. morairensis (Graham, 1987)
- A. morum (Girault, 1913)
- A. muiri (Perkins, 1912)
- A. mycerinus (Walker, 1839)
- A. mymaridis (Girault, 1916)
- A. myrsus (Walker, 1839)
- A. nadicus (Narendran, 2007)
- A. nagri (Narendran, 2007)
- A. nainitalensis (Khan & Shafee, 1988)
- A. narcaeus (Walker, 1843)
- A. narius (Narendran, 2007)
- A. natans (Kostjukov & Fursov, 1987)
- A. naucles (Walker, 1843)
- A. naumanni (Yefremova & Yegorenkova, 2009)
- A. nebraskensis (Girault, 1916)
- A. necopinatus (Girault, 1915)
- A. negetae (Risbec, 1951)
- A. neglectus (Domenichini, 1957)
- A. neis (Walker, 1839)
- A. nelsonensis (Girault, 1913)
- A. neoflavus (Özdikmen, 2011)
- A. neogala (Narendran, 2007)
- A. neuroteri (Ashmead, 1887)
- A. niger (Girault, 1913)
- A. nigriceps (Masi, 1917)
- A. nigriclava (Girault, 1915)
- A. nigricornis (Khan & Shafee, 1988)
- A. nigrithorax (Girault, 1913)
- A. nigriventris (Kostjukov, 1995)
- A. nitens (Prinsloo & Kelly, 2009)
- A. nomadis (Girault, 1915)
- A. norax (Walker, 1843)
- A. novatus (Walker, 1839)
- A. novifasciatus (Girault, 1913)
- A. novus (Girault, 1917)
- A. nubigenus (Graham, 1986)
- A. nubilipennis (Girault, 1915)
- A. nugatorius (Girault, 1913)
- A. nympha (Girault, 1913)
- A. nymphis (Walker, 1839)
- A. obliquus (Graham, 1987)
- A. obscurus (Girault, 1913)
- A. obtusae (Narendran & David, 2005)
- A. occidentalis (Graham, 1987)
- A. occultus (Girault, 1913)
- A. octoguttatus (Girault, 1915)
- A. oculisetatus (Kostjukov, 1995)
- A. oklahoma (Girault, 1917)
- A. oncideridis (Gahan, 1932)
- A. orbitalis (Ashmead, 1895)
- A. oreophilus (Förster, 1861)
- A. orestes (Graham, 1987)
- A. orithyia (Walker, 1839)
- A. oropus (Walker, 1839)
- A. oviductus (Girault, 1917)
- A. ovivorax (Silvestri, 1920)
- A. pachyneuros (Ratzeburg, 1844)
- A. palustris (Graham, 1987)
- A. pallidicaput (Girault, 1915)
- A. pallidipedes (Kostjukov, 1995)
- A. pallidipes (Ashmead, 1904)
- A. pallidiventris (Girault, 1915)
- A. pallipes (Dalman, 1820)
- A. pandora (Burks, 1943)
- A. pantshenkoi (Kostjukov, 1978)
- A. paralus (Walker, 1839)
- A. parvulus (Dodd, 1915)
- A. pattersonae (Fullaway, 1912)
- A. pauliani (Risbec, 1952)
- A. pausiris (Walker, 1839)
- A. pax (Girault, 1913)
- A. peischula (Kurdjumov, 1995)
- A. percaudatus (Silvestri, 1920)
- A. perfulvescens (Graham, 1987)
- A. perkinsi (Girault, 1915)
- A. perobscurus (Girault, 1929)
- A. perone (Graham, 1987)
- A. perpulcher (Girault, 1915)
- A. persicus (Yefremova & Yegorenkova, 2007)
- A. phillyreae (Domenichini, 1965)
- A. phineus (Walker, 1839)
- A. phloeophthori (Graham, 1983)
- A. phragmiticola (Graham, 1987)
- A. phragmitinus (Erdös, 1954)
- A. phryno (Walker, 1839)
- A. phytolymae (Risbec, 1947)
- A. ping (Graham, 1987)
- A. plagioderae (Kostjukov, 1995)
- A. plangon (Walker, 1839)
- A. planiusculus (Thomson, 1878)
- A. platoni (Girault, 1915)
- A. plesispae (Ferrière, 1933)
- A. politi (Burks, 1963)
- A. polybaea (Walker, 1843)
- A. polychromus (Dodd, 1917)
- A. polygoni (Erdös, 1954)
- A. polynemae (Ashmead, 1900)
- A. pomosus (Girault, 1913)
- A. pontiac (Girault, 1929)
- A. popovi (Kostjukov, 1995)
- A. populi (Kurdjumov, 1913)
- A. postscutellatus (Girault & Dodd, 1915)
- A. problematicus (Erdös, 1969)
- A. procerae (Risbec, 1951)
- A. productus (Graham, 1987)
- A. prolidice (Graham, 1987)
- A. prolixus (LaSalle & Huang, 1994)
- A. prosymna (Walker, 1839)
- A. proto (Walker, 1839)
- A. pseudopodiellus (Bakkendorf, 1953)
- A. pseudopurpureus (Özdikmen, 2011)
- A. psyllaephagus (Burks, 1963)
- A. psyllidis (Khan & Shafee, 1981)
- A. ptarmicae (Graham, 1987)
- A. pulcher (Girault & Dodd, 1915)
- A. pulchrinotatus (Girault, 1915)
- A. pullus (Girault, 1913)
- A. punctatifrons (Girault, 1916)
- A. punctifrons (Ashmead, 1894)
- A. purpureicorpus (Girault, 1915)
- A. purpureithorax (Girault, 1915)
- A. purpureivarius (Girault, 1915)
- A. purpureus (Cameron, 1913)
- A. pygmaeus (Zetterstedt, 1838)
- A. quadrifasciatus (Girault, 1915)
- A. quadriguttativentris (Girault, 1915)
- A. quadrimaculae (Girault, 1915)
- A. quadrimaculatus (Girault, 1913)
- A. queenslandensis (Girault, 1913)
- A. rajai (Narendran, 2007)
- A. regnieri (Risbec, 1955)
- A. retura (Narendran, 2007)
- A. rhacius (Walker, 1839)
- A. rhipheus (Walker, 1839)
- A. rhode (Walker, 1840)
- A. ricosus (Narendran, 2007)
- A. rieki (De Santis, 1979)
- A. rimskykorsakovi (Kostjukov & Fursov, 1987)
- A. riverai (Brèthes, 1926)
- A. riverplaticus (Triapitsyn, 2011)
- A. roesellae (Nees, 1834)
- A. rosae (Ashmead, 1886)
- A. roseveari (Ferrière, 1931)
- A. rotundiventris (Girault, 1915)
- A. rubi (Graham, 1987)
- A. rubicola (Graham, 1987)
- A. rufescens (Graham, 1987)
- A. rufiscapus (Graham, 1987)
- A. rufiscutellum (Girault, 1913)
- A. rufus (Bakkendorf, 1953)
- A. rumicis (Graham, 1987)
- A. saintpierrei (Girault, 1913)
- A. salebrosus (Robinson, 1962)
- A. salictorum (Graham, 1987)
- A. saltensis (Girault, 1915)
- A. salto (Boucek, 1988)
- A. saltus (Boucek, 1988)
- A. samandagus (Doganlar, 2011)
- A. sankarani (Boucek, 1986)
- A. sannio (Girault, 1913)
- A. sannion (Boucek, 1988)
- A. santalinus (Narendran, 2003)
- A. satpurensis (Saraswat, 1978)
- A. scoticus (Graham, 1987)
- A. scutellaris (Delucchi, 1962)
- A. schambala (Kostjukov, 2000)
- A. schilleri (Girault, 1915)
- A. selonus (Narendran, 2007)
- A. semiauraticeps (Girault, 1916)
- A. semiflaviceps (Girault, 1915)
- A. senegalensis (Risbec, 1951)
- A. sensuna (Baur, 1994)
- A. septemguttatus (Girault, 1915)
- A. serratularum (Graham, 1987)
- A. serycus (Narendran, 2007)
- A. setosulus (Graham, 1987)
- A. sexguttatus (Girault, 1913)
- A. seychellensis (Özdikmen, 2011)
- A. seymourensis (Girault, 1915)
- A. shimlicus (Narendran, 2007)
- A. sibiricus (Kostjukov, 1976)
- A. sicarius (Silvestri, 1915)
- A. silaceus (Graham, 1987)
- A. silenti (Narendran, 2007)
- A. silvarum (Boucek, 1988)
- A. silvaticus (Gahan, 1937)
- A. silvensis (Girault, 1913)
- A. silvestris (Kostjukov, 1995)
- A. similis (Howard, 1897)
- A. smaragdus (Yefremova & Yegorenkova, 2009)
- A. sobrius (Gahan, 1919)
- A. socialis (Kieffer & Herbst, 1911)
- A. spassk (Kostjukov, 1995)
- A. speciosissimus (Girault, 1913)
- A. speciosus (Girault, 1913)
- A. specularis (Graham, 1987)
- A. spinicornis (Risbec, 1957)
- A. spissigradus (Girault, 1915)
- A. sringeriensis (Narendran, 2007)
- A. stenus (Graham, 1987)
- A. stictococci (Silvestri, 1915)
- A. stigmaticalis (Graham, 1987)
- A. strobilanae (Ratzeburg, 1844)
- A. strobilus (Burks, 1943)
- A. subanellatus (Graham, 1961)
- A. subcylindricus (Graham, 1987)
- A. subfasciativentris (Girault, 1915)
- A. sublustris (Girault, 1913)
- A. subplanus (Graham, 1987)
- A. subterraneus (Szelényi, 1973)
- A. suevius (Walker, 1839)
- A. sulcatus (Girault & Dodd, 1915)
- A. sulfureiventris (Girault, 1915)
- A. susurrus (Girault, 1915)
- A. taiga (Kostjukov, 1995)
- A. tanaceticola (Graham, 1987)
- A. taosae (Triapitsyn, 2011)
- A. tarsalis (Perkins, 1912)
- A. tarsatus (Boucek, 1988)
- A. taruna (Narendran, 2007)
- A. taxi (Graham, 1987)
- A. teiae (Girault, 1924)
- A. tenuiradialis (Graham, 1987)
- A. tenuis (Girault, 1915)
- A. terebrans (Erdös, 1954)
- A. tesserus (Burks, 1943)
- A. thalesi (Girault, 1936)
- A. theioneurus (Masi, 1917)
- A. thomasi (Brèthes, 1921)
- A. tiliaceae (Graham, 1987)
- A. tilicola (Graham, 1987)
- A. toddaliae (Risbec, 1958)
- A. tompanus (Erdös, 1954)
- A. torquentis (Graham, 1987)
- A. totis (Walker, 1839)
- A. transversifasciatus (Girault, 1915)
- A. travancorensis (Saraswat, 1975)
- A. trichionotus (Robinson, 1962)
- A. trifasciatus (Girault, 1913)
- A. trimaculosus (Girault, 1913)
- A. tritrichia (Saraswat, 1975)
- A. tritus (Prinsloo & Kelly, 2009)
- A. trjapitzini (Kostjukov, 1976)
- A. truncatulus (Graham, 1987)
- A. tymber (Walker, 1839)
- A. ugandaensis (Girault, 1917)
- A. unfasciativentris (Girault, 1915)
- A. uthonia (Narendran, 2007)
- A. vaccus (Walker, 1839)
- A. valens (Walker, 1839)
- A. vanillae (Narendran, 2007)
- A. vaquitarum (Wolcott, 1924)
- A. varicolor (Dodd, 1915)
- A. varicornis (Girault, 1917)
- A. vassolensis (Graham, 1987)
- A. vatiata (Narendran, 2007)
- A. venustus (Gahan, 1914)
- A. veronicae (Graham, 1987)
- A. verrucarii (Balduf, 1929)
- A. versicolor (Ranaweera, 1950)
- A. verticalis (Graham, 1987)
- A. verus (Girault, 1928)
- A. verutus (Graham, 1961)
- A. viatorum (Graham, 1981)
- A. vicinus (Kostjukov, 1995)
- A. victoriensis (Girault, 1913)
- A. vimania (Narendran, 2007)
- A. viridescens (Förster, 1861)
- A. viridicyaneus (Girault, 1915)
- A. viridiflavus (Girault, 1913)
- A. viridinitens (Graham, 1987)
- A. viridis (Dalla Torre, 1898)
- A. viridiscapus (Girault, 1915)
- A. viridithorax (Girault, 1913)
- A. vivatus (Girault, 1913)
- A. volgodonicus (Kostjukov, 1978)
- A. voranus (Walker, 1839)
- A. vulgaris (Ashmead, 1894)
- A. walsinghami (Girault, 1928)
- A. wallacei (Girault, 1915)
- A. westwoodii (Fonscolombe, 1840)
- A. wrangeli (Kostjukov, 1990)
- A. xanther (Girault, 1913)
- A. xanthicolor (Girault, 1913)
- A. xanthomelas (Graham, 1987)
- A. xanthopus (Nees, 1834)
- A. xenares (Walker, 1839)
- A. xenocles (Walker, 1839)
- A. xeuxes (Walker, 1839)
- A. yerbamatei (Triapitsyn, 2011)
- A. yesica (Narendran, 2007)
- A. yoshimotoi (Khan, Agnihotri & Sushil, 2005)
- A. zaleucus (Walker, 1839)
- A. zemani (Brèthes, 1920)
- A. zerovae (Kostjukov & Fursov, 1987)
- A. zoilus (Walker, 1839)
- A. zosimus (Walker, 1839)